# Östergötlands runinskrifter 11
Runinskrift Ög 11 är ristad på en runsten i Vårdsbergs kyrka, Vårdsbergs socken och Linköpings kommun, Bankekinds härad i centrala Östergötland.

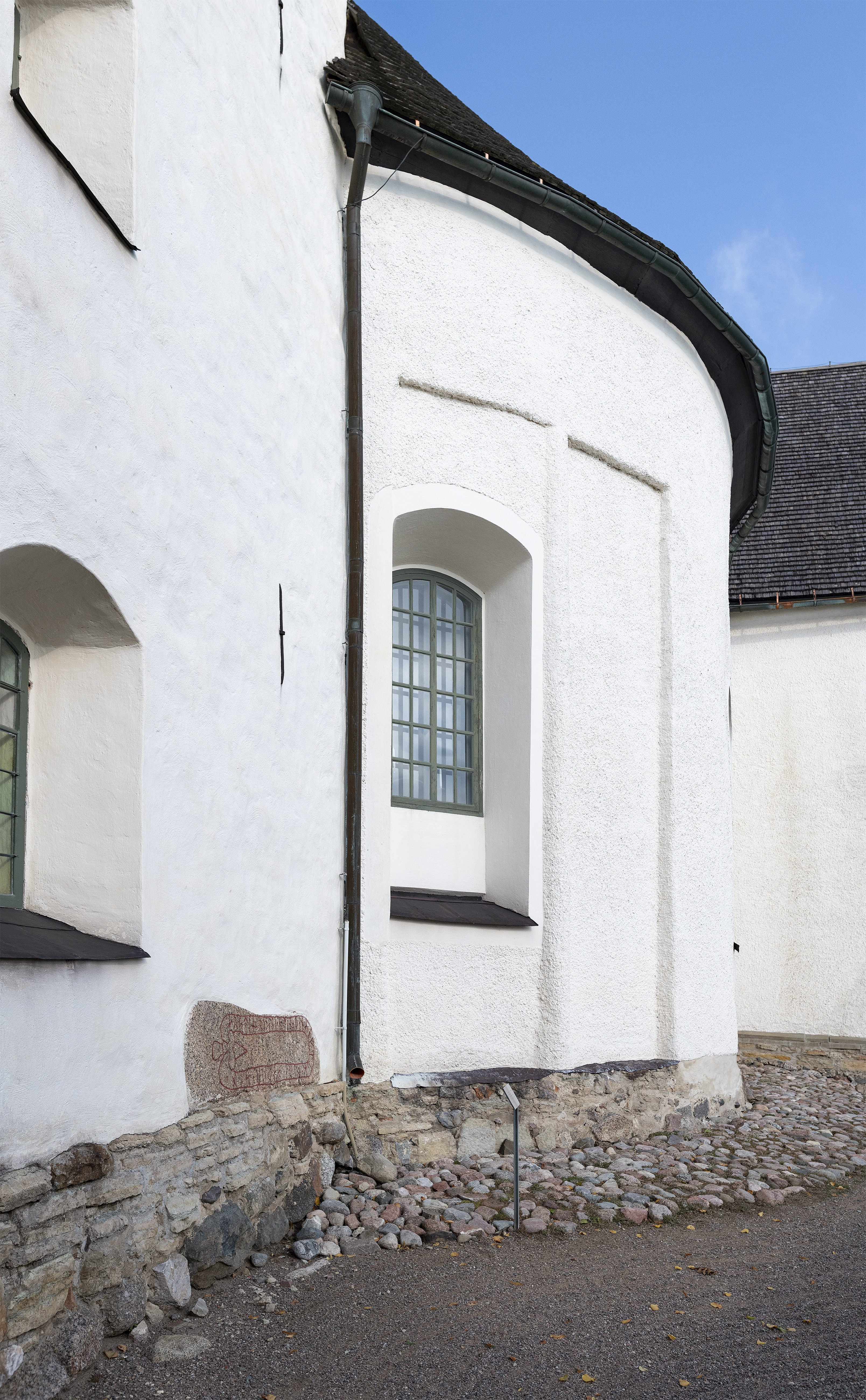
Runsten Ög 11 Vårdsbergs kyrka Östergötland 02

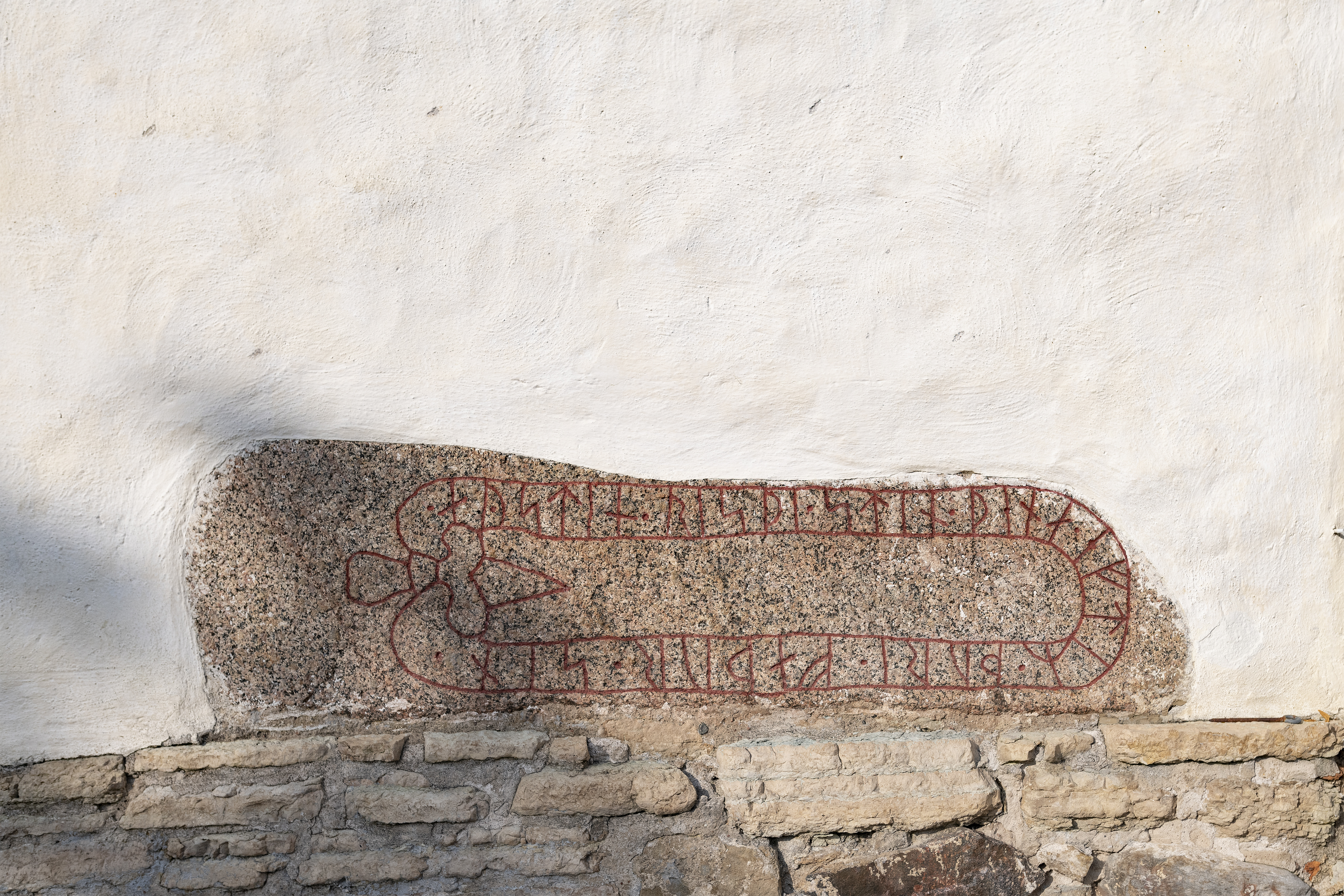
Runsten Ög 11 Vårdsbergs kyrka Östergötland 01

## Stenen
Stenens inskrift är daterad till vikingatiden och materialet består av kornig granit i grått och rosa. Ristningen är ornerad med en enkel runslinga som i basen är sammanhållen med ett välformat palmettkoppel. I samband med om- och utbyggnaden av Vårdsbergs kyrka 1753 murades stenen in, liggande helt nära marken ovanpå en gråstensmur och i södra sidan av tornmuren. Den från runor översatta texten lyder enligt nedan:

## Inskriften
Translitterering av runraden:
· aystin · risþi · stin · þena · eftiʀ · þuri · faþur · sin ·
Normalisering till runsvenska:
Øystæinn ræisþi stæin þenna æftiʀ Þori, faður sinn.
Översättning till nusvenska:
Östen reste denna sten efter sin fader Torer.
Namnet Þori uppfattas nu som Thore(r) eller Thure(r) och kanske kommer från sammansatt ord, som menade ’Torspräst’.
En äldre tolkning av Carl Fredric Broocman löd: Östen uppreste denne sten efter sin Fader Thure.